# 红背歌百灵
红背歌百灵（学名：Certhilauda albescens），是百灵科的一种，为南非的特有种。全球活动范围约为531,000平方千米。该物种的保护状况被评为无危。
红背歌百灵的平均体重约为28.5克。栖息地包括亚热带或热带的（低地）干草原、亚热带或热带的（低地）干燥疏灌丛和地中海型疏灌丛。